# 184년

## 연호
- 후한(後漢) 광화(光和) 7년
- 후한(後漢) 중평(中平) 원년

## 기년
- 후한(後漢) 영제(靈帝) 17년
- 신라(新羅) 아달라 이사금(阿達羅泥師今) 31년 / 벌휴 이사금(伐休泥師今) 원년
- 고구려(高句麗) 고국천왕(故國川王) 6년
- 백제(百濟) 초고왕(肖古王) 19년

## 사건
- 장각이 황건적의 난을 일으키다.
- 겨울, 북지군(北地郡), 부한현(枹罕縣),[1] 하관현(河關縣), 황중(湟中)의 선령강(先零羌)과 의종호(義從胡)가 북궁백옥(北宮伯玉)과 이문후(李文侯)를 장군으로 추대하고 난을 일으켰다. 금성군(金城郡) 사람 변장(邊章) · 한수(韓遂)는 위협하여 군정을 맡기고 호강교위(護羌校尉) 영징(泠徵)과 금성태수(金城太守) 진의(陳懿)는 죽였다.(→양주의 난)
- 고구려의 고국천왕이 한왕조의 군대를 좌원(坐原)에서 격퇴하고 요동으로 몰아내다.
- 신라의 벌휴이사금(伐休尼師今)이 왕위에 오르다.
- 발기, 참살당함.

## 사망
- 음력 3월,  신라(新羅) 8대 국왕 아달라 이사금(阿達羅泥師今)
- 황건적의 난의 주동자 장각

## 참고 문헌
- 김부식 (1145), 《삼국사기》 〈권2〉 아달라 이사금 조(條)